# Sphecosoma aurantiipes
Sphecosoma aurantiipes är en fjärilsart som beskrevs av Rothschild 1911. Sphecosoma aurantiipes ingår i släktet Sphecosoma och familjen björnspinnare. Inga underarter finns listade i Catalogue of Life.